# Run to the Hills
〈Run to the Hills〉는 영국의 헤비 메탈 밴드 아이언 메이든의 노래이다. 이 음반은 그들의 여섯 번째 싱글로 발매되었고 밴드의 세 번째 스튜디오 음반인 《The Number of the Beast》(1982년)의 첫 번째 음반이다. 이 곡은 브루스 디킨슨이 보컬로 참여한 첫 싱글이다. 밴드의 베이시스트인 스티브 해리스에게만 공로를 인정받았지만, VH1은 40대 메탈 송 목록에서 27위, 14위를 차지하며 가장 인기 있는 곡 중 하나로 남아 있다.
《Live After Death》의 라이브 버전은 1985년에 발매되었고, 오리지널 싱글은 2002년에 재발매되었으며, 모든 수입은 전 드러머 클라이브 버의 MS 트러스트 펀드에 기부되었다. 1990년 《The First Ten Years》 박스 세트의 일부로, 오리지널 싱글과 1985년 라이브 싱글은 각각 〈The Number of the Beast〉와 〈Running Free (Live)〉와 합쳐 CD와 12인치 바이닐로 재발매되었다.
이 노래는 아메리카 원주민에 대한 백인들의 침입과 학살을 주제로 비판한다.

## 구성
이전 밴드인 삼손과 계약상의 문제로 인해, 디킨슨은 《The Number of the Beast》를 작업하는 동안 기여한 공로로 인정받을 수 없었다. 베이시스트 스티브 해리스만이 이 곡에 대한 공로를 인정받았지만, 디킨슨은 같은 음반의 〈Children of the Damned〉와 〈The Prisoner〉 외에도 이 곡에 "도덕적인 공헌"을 했다고 말한다. 2012년 10월 10일 스톡홀롬에서 열린 IBM 스마터 비즈니스 회의에서 디킨슨은 〈My Way〉가 가장 인기 있는 녹음 곡 중 하나였던 이유를 살펴본 다큐멘터리에서 영감을 받아 이 곡의 일부가 스케일 내에서 "상승하는 6번째" 간격을 기반으로 한다고 밝혔다.

## 테마
이 노래는 크리족과 같은 아메리카 원주민들과 미국 기병대의 관점에서 처음에는 유럽인들에 의해 그리고 다음에는 미국인에 의해 아메리카의 식민지화를 배경으로 하고 있다. 첫 구절은 크리의 관점에서 유럽계 미국인들이 "바다를 가로질러 왔다(White man came across the sea)"며 크리족에게 "고통과 불행(pain and misery)"을 가져다 준 그들의 심정을 묘사한다. 이 곡은 두 가지 관점에서 쓰여졌다. 두 번째 절은 미국 기병대 병사가 미국 인디언 전쟁에 개입한 것을 묘사하면서 "홍인종 놈들을 녀석들의 소굴로 다시 쫒아서(Chasing the redskins back to their holes)"는 것이다. 제3절은 어떤 한 개인의 관점으로도 볼 수 없으며, 미국 팽창주의가 미국 원주민들에게 미치는 영향을 신랄하게 비난하여 "미국인들이 여자들은 강간하고 남자는 없애버린다(Raping the women and wasting the men)"는 것과 "젊은이들은 노예화하고 노인들은 파멸시킨다(Enslaving the young and destroying the old)"는 결과를 초래한다.

## 곡 목록
7인치 싱글
| #  | 제목                 | 작사·작곡     | 재생 시간 |
| -- | -------------------- | ------------- | --------- |
| 1. | 〈Run to the Hills〉 | 스티브 해리스 | 3:51      |

| #  | 제목              | 작사·작곡                          | 재생 시간 |
| -- | ----------------- | ---------------------------------- | --------- |
| 2. | 〈Total Eclipse〉 | 데이브 머레이, 해리스, 클라이브 버 | 4:24      |

1985년 7인치 라이브 싱글
| #  | 제목                        | 작사·작곡 | 재생 시간 |
| -- | --------------------------- | --------- | --------- |
| 1. | 〈Run to the Hills (Live)〉 | 해리스    | 4:03      |

| #  | 제목                            | 작사·작곡 | 재생 시간 |
| -- | ------------------------------- | --------- | --------- |
| 2. | 〈Phantom of the Opera (Live)〉 | 해리스    | 7:27      |

1985년 12인치 라이브 싱글
| #  | 제목                        | 작사·작곡 | 재생 시간 |
| -- | --------------------------- | --------- | --------- |
| 1. | 〈Run to the Hills (Live)〉 | 해리스    | 4:03      |

| #  | 제목                                | 작사·작곡 | 재생 시간 |
| -- | ----------------------------------- | --------- | --------- |
| 2. | 〈Phantom of the Opera (Live)〉     | 해리스    | 7:27      |
| 3. | 〈Losfer Words (Big 'Orra) (Live)〉 | 해리스    | 4:14      |

## 인증
| 국가                               | 인증 | 판매량/출하량 |
| ---------------------------------- | ---- | ------------- |
| 영국 (BPI)                         | 실버 | 200,000       |
| 판매량+스트리밍을 기반으로 한 인증 |      |               |